# ベオグラード宣言
ベオグラード宣言（ベオグラードせんげん、ロシア語: Белградская Декларация, セルビア・クロアチア語: Београдска декларација, Beogradska deklaracija
, スロベニア語: Beograjska deklaracija, マケドニア語: Белградска декларација）とは、1955年6月2日、ソ連とユーゴスラヴィアの間で結ばれた協定である。1955年5月27日から6月2日の文書の署名に至るまで、両国の間で交渉が行われ、ニコライ・ブルガーニン(Николай Булганин)と、ヨシップ・ブロズ・ティトー(Јосип Броз Тито)が共同で署名した文書である。この共同文書は、その後のソ連とユーゴスラヴィアの関係を確立する基礎となった。
両国の指導部は、この共同宣言を両国関係の基礎とし、ユーゴスラヴィアの指導部は、ソ連との対等な形での協力およびソ連とは異なるユーゴスラヴィアにおける社会主義のあり方の正当性を確認するための礎と見做した。また、この共同文書では、国家の主権、独立、領土不可侵の尊重、国家間の平等、イデオロギーや社会構造の違いを超えた民族間の平和共存の可能性、互いの尊重と内政への不干渉を宣言した。
この共同宣言の原則は、「ユーゴスラヴィアに対するソ連の内政不干渉を保証し、ソ連とは異なる形態の社会主義が発展しても問題無し」とするものであったが、ソ連による軍事介入によって無効化される可能性があった。1970年代初頭、ユーゴスラヴィア国内において政治危機が勃発し、ユーゴスラヴィアの指導者たちは、1968年にソ連がプラハに軍事侵攻した時と同様に、ソ連軍がベオグラードに軍事介入するかもしれない、と考えていた。

## 背景
1948年、ヨシフ・スターリン(Иосиф Сталин)とヨシップ・ブロズ・ティトー(Јосип Броз Тито)は対立していた。ティトーはスターリンの教えを無視し、ユーゴスラヴィアにおける独自の社会主義体制を確立したことにより、ソ連とユーゴスラヴィアの間には亀裂が生じた。1948年に勃発したスターリンとティトーの対立は深刻な結果をもたらした。ユーゴスラヴィアは東側諸国を飛び出し、西側諸国との関係の構築に積極的な姿勢を見せていた。スターリンはティトーの行動について、個人的な侮辱と見なし、「背信者」を処罰する計画を立てることにした。スターリンはユーゴスラヴィアに対する軍事侵攻およびティトーを殺す計画を練っていた。
1953年3月にスターリンが死ぬと、ソ連は「ユーゴスラヴィアとの断絶は、ユーゴスラヴィアにとっても、ソ連にとっても、国際共産主義運動全体の動きにとっても不利益でしかない」との結論に達した。歩み寄りを見せたのはソ連側からであった。1953年の夏から秋にかけて、ソ連とユーゴスラヴィアの大使館の間で、象徴的な信任状の交換が実施され、首脳会談を実施しよう、という流れになった。ユーゴスラヴィアの大使が1953年7月30日にモスクワに到着し、ソ連の大使が1953年9月30日にベオグラードに到着した。1954年にニキータ・フルシチョフ(Никита Хрущев)がソ連共産党内での地位を固めたころ、ユーゴスラヴィアとの融和を支持する政治家が加わるようになった。1954年6月22日、 フルシチョフはヨシップ・ブロズ・ティトーに書簡を送った。この書簡は、ソ連とユーゴスラヴィアの関係を正常化する筋道の正式な開始となった。同年、ベオグラードのソ連大使館は、十月革命の記念日に祝賀会を開催し、ティトーを筆頭に、ユーゴスラヴィアの主要政治家たちが出席した。ユーゴスラヴィア大使館で開催された共和国記念日を祝賀する会にはニキータ・フルシチョフが出席した。
フルシチョフが送った書簡では、関係を正常なものにするため、ソ連とユーゴスラヴィアの間の首脳会議の開催を提案していた。1954年11月26日に開催されたユーゴスラヴィア共産主義者同盟中央委員会本会議の場で、首脳会談開催の提案を受け入れることが決まった。外交交渉を経て、1955年5月末にベオグラードにてソ連とユーゴスラヴィアの首脳会談を開催することで合意に達した。1955年の春、ソ連共産党中央委員会とユーゴスラヴィア共産主義者同盟の間で文書が交換された。この宣言の草案を作成したのはユーゴスラヴィア側であった。ソ連とユーゴスラヴィアの首脳会談は1955年の春に開催される予定であったが、開催場所をベオグラードにするか、モスクワにするか、という問題が生じた。クレムリン宮殿における長きに亘る議論を経て、ソ連の代表団がベオグラードを訪問することが決定された。1955年5月26日、ソ連の代表団を乗せた航空機がベオグラード空港に到着し、ニキータ・フルシチョフが姿を見せ、演説を行った。この演説の中で、フルシチョフはユーゴスラヴィアの共産指導者たちを初めて「親愛なる同志」と呼んだ。フルシチョフによるこのベオグラードへの訪問は、俗な表現で「ソ連のカノッサ」と呼ばれることがある。
1955年5月27日から6月2日まで行われた交渉の結果、両政府は、「良好な関係が損なわれた時期はもはや過去のものである」との結論に達し、関係の正常化を妨げるすべての障害を撤廃する準備が表明された。1955年6月2日の夜、ベオグラードで開催された式典にて、ヨシップ・ブロズ・ティトーとニコライ・ブルガーニン(Николай Булганин)が共同文書に署名した。この共同宣言は、国家間の関係における協力、主権の尊重、独立の原則を遵守することの重要性について強調している。ソ連の代表団は、翌日、ユーゴスラヴィアを出発した。この共同宣言は、ティトーにとって最も重要な外交政策の成功例の一つとなった。ソ連は、この宣言が当事者間の関係の正常化につながることを望んでいたが、ユーゴスラヴィアの指導部は、関係の段階的な前進を望んでいた。その後、ソ連はユーゴスラヴィアの抱えていた、9000万ドルを超える対外債務を帳消しにした。
1956年6月20日、モスクワにて、フルシチョフとティトーは「社会主義の発展の条件は国によって異なる」とする共同宣言に署名した。この声明には、ソ連とユーゴスラヴィアが「完全なる自由意志と平等」のもとに協力することで合意した趣旨が記されている。この共同宣言は、ソ連とユーゴスラヴィアの間の協力関係を更新し、新たな関係の基礎となる原則を策定するものになった。また、この宣言では、ベオグラード宣言がソ連とユーゴスラヴィアの国際関係の発展において、より良い影響を与えたことが強調された。モスクワで調印されたこの共同宣言は、ユーゴスラヴィアの共産主義者にとって最も重要な関係の発展様式を規定していた。これには国同士の関係における平等の尊重、自由な意見交換、社会主義の模範を押しつける慣行に対する批判が盛り込まれており、東ヨーロッパに対するソ連の覇権という基本的な前提を否定するものとなり、ソ連側の深刻な反対と意見の相違が見られた。この宣言は、社会主義国同士の関係について、ユーゴスラヴィアの見解を支持するものであり、ユーゴスラヴィア代表団はこの署名に満足していた。

## ソ連による軍事介入の不安

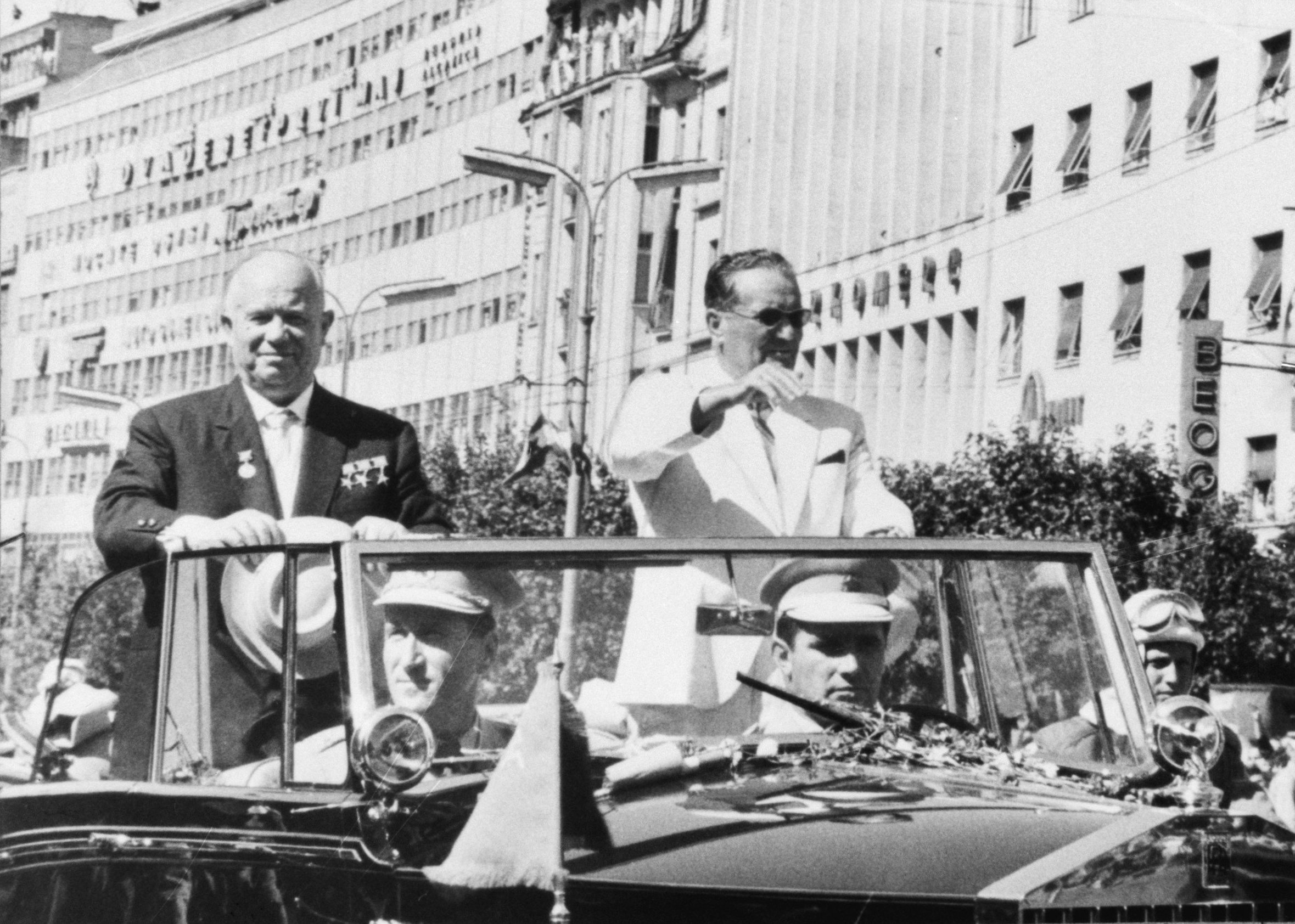
フルシチョフとティトー（1963年8月22日、ベオグラードにて）

両国の指導部は、1955年6月2日に調印されたこの共同宣言を両国関係の基礎とし、ユーゴスラヴィアの指導部は、ソ連との対等な形での協力およびソ連とは異なるユーゴスラヴィアにおける社会主義のあり方の正当性を確認するための礎と見做した。また、この文書では、国家の主権、独立、領土不可侵の尊重、国家間の平等、イデオロギーや社会構造の違いを超えた民族間の平和共存の可能性、互いの尊重と内政への不干渉を宣言した。この共同宣言により、スターリンとティトーの対立から始まり、東側諸国の利益と一致しない政策を取り、ソ連に逆らってきたティトーのユーゴスラヴィアは、ソ連とある程度までの和解に至った。しかしながら、1956年10月にハンガリーで発生した蜂起をソ連が軍事介入して鎮圧したことにより、この共同宣言の限界が示された。その後、ソ連は「ハンガリー動乱の責任はユーゴスラヴィアにある」とする新たな情報作戦を展開した。ソ連とユーゴスラヴィアの関係は、1960年代以降も冷え込むこととなった。ソ連のハンガリーに対する軍事介入は、東ヨーロッパの社会主義国の独立に対するモスクワの利益は、力によってのみ守れるものであり、ニキータ・フルシチョフの「国際共産主義運動を統一する」という考えは破壊されたという、2つの教訓を与えることになった。軍事介入の前夜、ユーゴスラヴィアはハンガリーの情勢が「反革命」に発展する恐れがある、と確信し、「必要悪」としてソ連の軍事介入を支持した。しかし、ナギ・イムレ(Nagy Imre)がユーゴスラヴィア大使館に避難し、その後、ソ連に逮捕されると、ティトーはソ連を非難し、ソ連とユーゴスラヴィアの関係は再び悪化した。ユーゴスラヴィアの党指導部は、モスクワが示したハンガリー動乱の解釈に同意せず、同時に、国際社会に対し、「ユーゴスラヴィアはソ連の操り人形ではない」との印象を与えようとした。このような姿勢は、ニキータ・フルシチョフの政策変更や、ベオグラードに対するかつての「より柔軟な」態度と衝突するものであった。1968年8月、ソ連がプラハに軍事侵攻すると、ティトーはソ連を強く非難し、起こりうる「侵略」に立ち向かう準備ができている趣旨を宣言した。さらにティトーは、ルーマニアの共産指導者、ニコラエ・チャウシェスク(Nicolae Ceauşescu)からの支持を獲得した。チャウシェスクは、ソ連が軍事侵攻する前にプラハを訪問し、アレクサンデル・ドゥプチェク(Alexander Dubček)と会談し、友好、協力、相互扶助の条約に署名している。ティトーとチャウシェスクは、1968年8月24日と9月4日にルーマニアとセルビアの国境で会談している。
1955年6月2日のソ連とユーゴスラヴィアによる共同宣言の原則は、「ユーゴスラヴィアに対するソ連の内政不干渉を保証し、ソ連とは異なる形態の社会主義が発展しても問題無し」とするものであったが、ソ連による軍事介入によって無効化される可能性があった。1970年代初頭、ユーゴスラヴィア国内において政治危機が勃発し、ユーゴスラヴィアの指導者たちは、1968年にソ連がプラハに軍事侵攻した時と同様に、ソ連軍がベオグラードに軍事介入するかもしれない、と考えていた。ティトーはアレクサンデル・ドゥプチェクを明確に支持したことは無いが、1968年8月9日、ティトーはプラハを公式訪問し、「チェコスロヴァキアとユーゴスラヴィアの友情万歳！」と叫んだ。モスクワは、チェコスロヴァキアがティトーのやり方を模倣するのではないか、と疑った。ブルガリアのトドル・ジフコフ(Тодор Живков)は、「ユーゴスラヴィアが東側陣営において不和を生み出している」と非難した。ジフコフは、「過ぎ去ったスターリニズムの手法を採用する必要は無いが、チェコスロヴァキアとルーマニアに秩序を導入するための措置を講じる必要がある。そのあとは、ユーゴスラヴィアにも同じ秩序が必要だ」と発言した。 1971年4月30日、レオニード・ブレジネフ(Леонид Брежнев)はティトーに電話をかけた。ユーゴスラヴィアの文書保管記録には、この時の電話の逐語記録は残っていないが、その後、この通話を要約したものを、ユーゴスラヴィア大使、ヴェリコ・ミチュノヴィッチ(Veljko Mićunović, 1916 - 1982)が書き残していた。この通話の覚書、およびミチュノヴィッチが書き残した回顧録にある記述は、1971年の春、ソ連がユーゴスラヴィアの情勢に対する干渉を検討していたことを示している。その後、ユーゴスラヴィアはアルバニアとの関係を改善し、ルーマニアと共同国防計画について話し合い、アメリカ合衆国との関係も強化しようとした。1970年、リチャード・ニクソン(Richard Nixon)がユーゴスラヴィアを訪問し、1971年10月には、アメリカはティトーをワシントンD.C.に招待し、ユーゴスラヴィアの独立に対して、ティトーはアメリカからの支持を獲得した。ソ連は、ユーゴスラヴィアを東側陣営に誘い込み、ユーゴスラヴィアでの共同宣言に署名する2週間前に設立されたワルシャワ条約機構に、条件付きで加盟させようとしたが、ティトーはこれに対して慎重になっていた。ティトーはアメリカを始めとする西側諸国との繋がりを維持したいと考えていた。
ソ連の外務大臣、ヴャチェスラーフ・モロトフ(Вячесла́в Мо́лотов)は、フルシチョフと同じく、ソ連の政策の主要な目的は、ユーゴスラヴィアがNATOに加盟するのを阻止し、バルカン協定（1934年2月9日、ギリシア、ルーマニア、トルコ、ユーゴスラヴィアが共同で調印した条約。第一次世界大戦の終結後、この地域の地政学的現状を維持することを目的に締結された）からユーゴスラヴィアが脱退するのを支持し、ユーゴスラヴィアが西側諸国とのさらなる関係を構築するのを阻止することである、と信じていた。ソ連とユーゴスラヴィアの将来的な関係において恒常的なものになるであろう性質として、モロトフは「ユーゴスラヴィア政府は、国際関係のあらゆる問題において、ソ連邦の帝国主義的傾向や、いわゆる『覇権主義的政策』を非難することにより、いつでもソ連に敵対する態度を示してきたことを忘れてはならない」と発言していた。また、モロトフはソ連とユーゴスラヴィアの融和の可能性については懐疑的であった。